# آرداگیش
آرداگیش (به لاتین: Ardagysh) یک منطقهٔ مسکونی در روسیه است که در باشقیرستان واقع شده‌است.